# Sand- und Lehmgrube Loizersdorf
Sand- und Lehmgrube Loizersdorf este o arie protejată (arie specială de conservare — SAC, sit de importanță comunitară — SCI) din Germania întinsă pe o suprafață de 10,04 ha, integral pe uscat.

## Localizare
Centrul sitului Sand- und Lehmgrube Loizersdorf este situat la coordonatele 48°44′36″N 13°23′50″E / 48.7433°N 13.3972°E.

## Înființare
Situl Sand- und Lehmgrube Loizersdorf a fost declarat sit de importanță comunitară în noiembrie 2004 pentru a proteja 2 specii de animale. Situl a fost protejat și ca arie specială de conservare în aprilie 2016.

## Biodiversitate
Situată în ecoregiunea continentală, aria protejată nu include niciun habitat protejat.
La baza desemnării sitului se află mai multe specii protejate de  amfibieni (2): izvoraș-cu-burta-galbenă (Bombina variegata), triton cu creastă (Triturus cristatus).